# デヴィッド・キャンベル (アレンジャー)
デヴィッド・リチャード・キャンベル（David Richard Campbell、1948年2月7日 - ）は、カナダ・オンタリオ州トロント出身。アレンジャー、作曲家、指揮者として数々の名立たるアーティストの楽曲を支えている。
SF作家のL・ロン・ハバードによって1950年代に作られた、サイエントロジー教会の著名なメンバーでもある。シンガーソングライターのベックは、彼と最初の妻ビビ・ハンセンとのあいだに生まれた長男。現在の夫人、レイヴァン・ケーンとの間に授かった娘アリッサ・キャンベルもミュージシャンとして活動している。

## 製作に携わった主なアーティスト
- アラニス・モリセット
- 10,000 マニアックス
- イーグルス
- リンダ・ロンシュタット
- フィル・コリンズ
- マイケル・ジャクソン
- カーラズ・フラワーズ
- キャロル・キング [1]
- ボン・ジョヴィ
- マライア・キャリー
- ケリー・クラークソン
- エルトン・ジョン
- デュラン・デュラン
- レナード・コーエン
- スティーヴィー・ニックス
- ジャーニー
- エリック・クラプトン
- ロッド・スチュワート
- ホール
- リンキン・パーク
- アヴリル・ラヴィーン
- ウィル・スミス
- フォート・マイナー
- フェイス・ヒル
- アゼリン・デビソン
- リズ・フェア
- イ・スンファン
- ドリーム・シアター
- キッス
- X JAPAN
- TOSHI (X JAPAN)
- Kohhy (小比類巻かほる)
- 五輪真弓
- 川本真琴
- 松任谷由実
- 中島みゆき
- 浜崎あゆみ
- 松たか子
- 上田知華
- 氷室京介
- UNICORN
- L'Arc〜en〜Ciel